# Nowoseliwśke (obwód ługański)
Nowoseliwśke (ukr. Новоселівське) – osiedle na Ukrainie, w obwodzie ługańskim, w rejonie swatowskim. W 2001 liczyło 736 mieszkańców, spośród których 719 posługiwało się językiem ukraińskim, 15 rosyjskim, 1 mołdawskim, a 1 białoruskim.